# Andrei Alexandrowitsch Makowejew

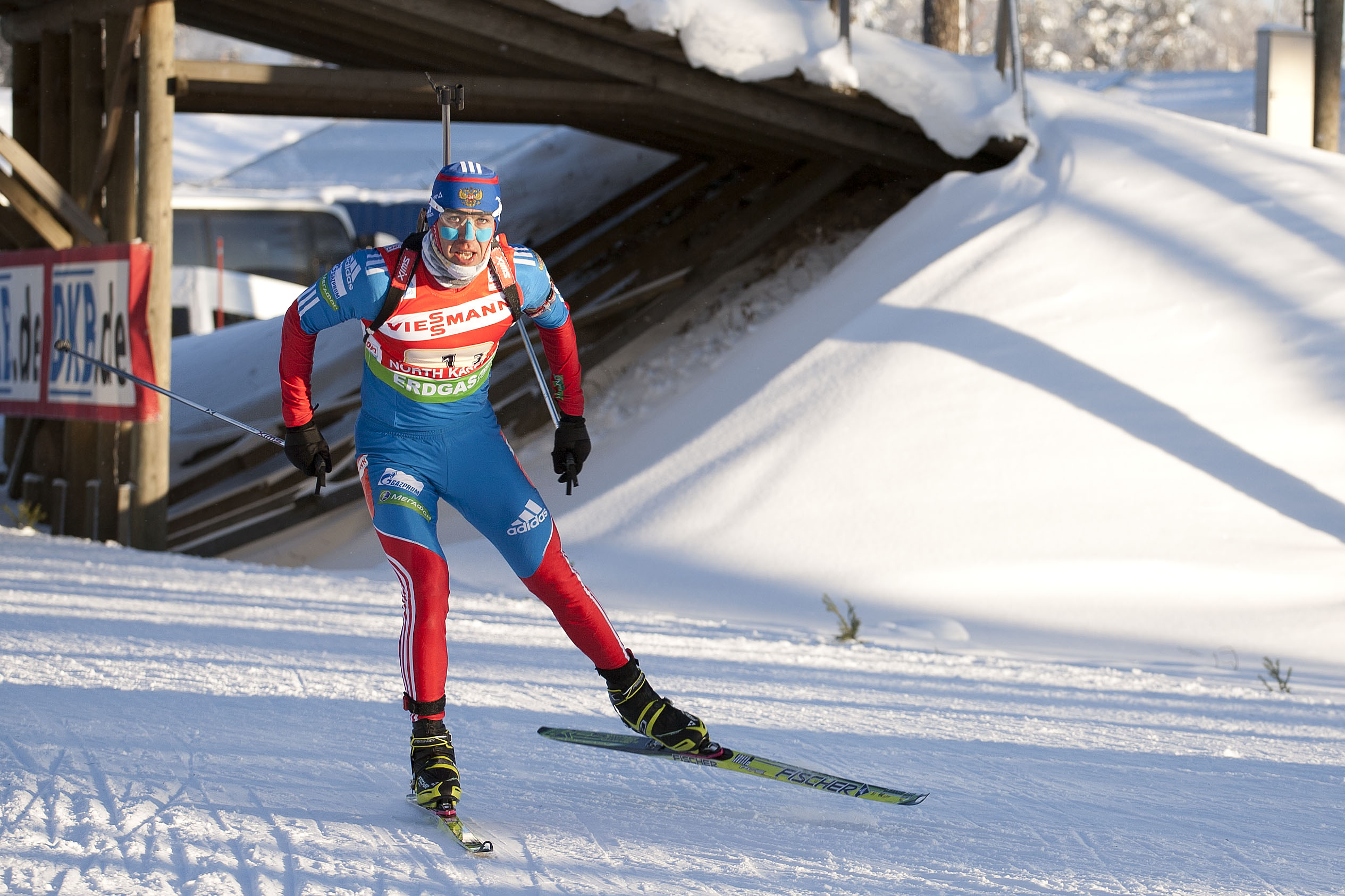
Andrei Makowejew 2012 in Kontiolahti

Andrei Alexandrowitsch Makowejew (russisch: Андрей Александрович Маковеев, * 16. Oktober 1982 in Tobolsk, Oblast Tjumen) ist ein ehemaliger russischer Biathlet.
Andrei Makowejew begann seine internationale Karriere bei den Juniorenweltmeisterschaften 2002 in Ridnaun. Beste Platzierung war ein fünfter Platz mit der Staffel. Besser lief es bei den Europameisterschaften im selben Jahr in Kontiolahti. Hier gewann er vor Michael Rösch Gold im Sprint und mit der Staffel, der auch Maxim Tschudow angehörte. Bei den europäischen Titelkämpfen ein Jahr darauf in Forni Avoltri kam eine Bronzemedaille in der Staffel hinzu.
Seit 2005 startet Makowejew im Europacup. Nachdem er in seinem zweiten Rennen in Garmisch-Partenkirchen Sprintdritter wurde, setzte man ihn auch erstmals im Weltcup ein. In Antholz wurde er 46. im Sprint. Kurz darauf wurde er wieder im Europacup eingesetzt und anschließend bei der Europameisterschaft in Nowosibirsk, wo er gute Ergebnisse erreichte aber ohne Medaillen blieb. Nachdem er anschließend im Europacup in Windischgarsten wieder Zweiter im Sprint und Dritter in der Verfolgung wurde, rückte er erneut ins Weltcupteam auf. In Kontiolahti gewann er als 23. im Sprint und 17. in der Verfolgung erste Weltcuppunkte. An Saisonende am Holmenkollen in Oslo erreichte er mit einem zehnten Platz im Sprint seine erste Top-10-Platzierung. In der Saison 2006/07 wurde er häufig in einem starken russischen Weltcupteam eingesetzt. Allerdings konnte er sich nur selten in den Punkterängen platzieren. Umso überraschender war sein dritter Platz im Sprint beim Weltcupfinale in Chanty-Mansijsk. Am fünften Weltcup-Wochenende der Saison 2011/2012 konnte Andrei Makowejew seinen ersten Weltcupsieg feiern. Nach fehlerfreiem Schießen belegte er in Nove Mesto Platz 1 im Einzelrennen.

## Biathlon-Weltcup-Platzierungen
Die Tabelle zeigt alle Platzierungen (je nach Austragungsjahr einschließlich Olympische Spiele und Weltmeisterschaften).
- 1.–3. Platz: Anzahl der Podiumsplatzierungen
- Top 10: Anzahl der Platzierungen unter den ersten zehn (einschließlich Podium)
- Punkteränge: Anzahl der Platzierungen innerhalb der Punkteränge (einschließlich Podium und Top 10)
- Starts: Anzahl gelaufener Rennen in der jeweiligen Disziplin

| Platzierung            | Einzel | Sprint | Verfolgung | Massenstart | Staffel | Gesamt |
| ---------------------- | ------ | ------ | ---------- | ----------- | ------- | ------ |
| 1. Platz               | 1      |        |            |             | 1       | 2      |
| 2. Platz               |        | 1      |            |             | 1       | 2      |
| 3. Platz               |        | 3      | 1          |             |         | 4      |
| Top 10                 | 1      | 10     | 2          | 4           | 5       | 22     |
| Punkteränge            | 4      | 27     | 19         | 13          | 5       | 68     |
| Starts                 | 11     | 44     | 30         | 13          | 5       | 103    |
| Stand: 14. Januar 2012 |        |        |            |             |         |        |